# Volker Bouffier
Volker Bouffier (ur. 18 grudnia 1951 w Gießen) – niemiecki polityk, prawnik i samorządowiec, w latach 2010–2022 premier Hesji, przewodniczący Bundesratu w kadencji 2014–2015.

## Życiorys
Ukończył studia prawnicze na Uniwersytecie w Gießen, zdał państwowe egzaminy prawnicze I i II stopnia. Od 1975 do 1978 był pracownikiem naukowo-dydaktycznym, w latach 1978–1987 i od 1991 prowadził praktykę prawniczą w notariacie.
Zaangażował się w działalność polityczną w ramach Unii Chrześcijańsko-Demokratycznej. Obejmował różne funkcje w strukturach partii. W latach 1991–2010 był wiceprzewodniczącym CDU w Hesji, następnie stanął na czele swojego ugrupowania w tym kraju związkowym. W latach 1979–1993 zasiadał w radzie miejskiej Gießen, a od 1979 do 1999 był radnym powiatu Gießen. W latach 1982–1987 posłował do heskiego landtagu, ponownie wybierany do regionalnego parlamentu od 1991 (z reelekcją w 1995, 1999, 2003, 2008, 2009, 2013 i 2018).
W rządzie Hesji po raz pierwszy pracował od 1987 do 1991 jako podsekretarz stanu w resorcie sprawiedliwości. Od 1999 do 2010 sprawował urząd krajowego ministra spraw wewnętrznych. 31 sierpnia 2010 zastąpił Rolanda Kocha na stanowisku premiera Hesji, stając na czele regionalnej koalicji CDU i Wolnej Partii Demokratycznej. Słaby wynik wyborczy liberałów w wyborach krajowych w 2013 pozbawił ten sojusz większości. Volker Bouffier pozostał jednak na stanowisku premiera na kolejną kadencję, zawierając porozumienie chadeków z Zielonymi.
W listopadzie 2014 został nadto przewodniczącym Bundesratu na okres rocznej kadencji. Po wyborach w 2018 CDU odnowiła koalicję z Zielonymi, współtworząc nowy rząd z Volkerem Bouffierem jako premierem Hesji. W lutym 2022 polityk zapowiedział swoją rezygnację. 31 maja 2022 jego następcą został Boris Rhein (również z CDU)